# Мительман, Израиль

Президиум Института еврейской пролетарской культуры. Киев, октябрь 1934 года. Израиль Мительман — крайний справа во втором ряду. Сидят (справа налево): Ушер Маргулис (заведующий исторической секцией), М. Кадишевич (зав. секцией изучения Еврейской автономной области), Калмен Мармор (литературоведение), Иосиф Либерберг (первый директор Института), Гершон Горохов (директор Института), Шимен Добин (филология). Второй ряд: И. Митлман, Иона Хинчин (декан еврейского отделения Киевского педагогического института), Эле Спивак (зав. филологической секцией), Мойше Береговский (зав. фольклорной секцией), Макс Эрик (зав. секцией литературы и критики), Яша Резник (зав. педагогической секцией), Михл Левитан (редактор журнала «Висншафт ун револуцие» — наука и революция).

И. Мительман (Израиль Мительман, идиш י. מיטלמאַן‎ — И. Митлман; 1898, Сатанов, Проскуровский уезд, Подольская губерния — 1951) — советский еврейский библиограф, специалист по творческому наследию Шолом-Алейхема.

## Биография
И. Мительман родился в Сатанове, где учился в хедере, занимался самообразованием и сдал экстерном экзамены за курс гимназии. После Февральской революции 1917 года переехал в Киев, где в 1930 году окончил химический факультет Киевского института народного образования.
С конца 1920-х годов публиковал библиографические работы в ведущих еврейских периодических изданиях страны, в том числе специализированных журналах на идише «Критик» (критика) и «Ройтер библиотекар» (красный библиотекарь). С 1930 года — сотрудник Института еврейской пролетарской культуры при Всеукраинской академии наук (ВУАН), глава библиографического центра института. Начиная с 1930 года публиковался в Библиографических сборниках института (см. работы «О еврейском карточном репертуаре в Украинской книжной палате», «Testimonium paupertatis — свидетельство о бедности», «Еврейский отдел Всенародной библиотеки Украины», «Библиотечная комиссия и Центральное библиотечное бюро Института еврейской пролетарской культуры» и другие).
На протяжении многих лет И. Мительман занимался изучением творческого наследия Шолом-Алейхема, опубликовав ряд материалов по этой теме в сотрудничестве с Хацкелем Наделем (1905—1968). В 1939 году Мительман и Надель издали комментированный литературный сборник «Фаргесэнэ блэтлэх» (забытые листки), целиком составленный из найденных ими произведений Шолом-Алейхема, не вошедших в опубликованные собрания сочинений. Под их редакцией был также издан сборник статей и материалов «Шолом-Алейхем» (1940), где была опубликована совместная работа «Шолом-Алейхем как редактор-издатель». В конце 1930-х годов занимался составлением Полного собрания сочинений Шолом-Алейхема. Наиболее значительной и последней совместной работой Мительмана и Наделя стал последний, 15-й том собрания сочинений Шолом-Алейхема (издательство «Дер Эмес», Москва, 1941), впервые включивший собранное ими эпистолярное наследие писателя (1883—1916). Дальнейшая судьба И. Мительмана неизвестна.